# Râul Curcubata
Râul Curcubata este un curs de apă, afluent al râului Martin. 